# Almaz Alemu
Almaz Alemu (* 1982) ist eine äthiopische Marathonläuferin.
2009 wurde sie Vierte beim Alexander-der-Große-Marathon und Sechste beim Istanbul-Marathon. 2010 folgte einem siebten Platz beim Rom-Marathon mit ihrer persönlichen Bestzeit von 2:33:20 h ein Sieg beim Gutenberg-Marathon in 2:34:08, zeitgleich mit der Zweitplatzierten Swjatlana Kouhan, und beim Košice-Marathon.